# Kostvlies
Kostvlies est un hameau situé dans la commune néerlandaise d'Aa en Hunze, en province de Drenthe. Le 1er janvier 2005, le village comptait 130 habitants.